# Luitenant-admiraal

Insigne de grade de Luitenant-admiraal de la marine des Pays-Bas.

Luitenant-admiraal (parfois francisé en « lieutenant-amiral ») est le plus haut grade militaire dans la Marine royale néerlandaise (KM) depuis l'arrêté royal numéro 35 du 20 juin 1956 (Staatsblad 361).

## Description
Il s'agit d'un officier général, OF-9 selon la classification de l'OTAN. Il est situé au-dessus du grade de viceadmiraal et en dessous du grade d’admiraal, bien que ce dernier ne soit plus en usage. Le 22 septembre 2017, Rob Bauer est fait luitenant-admiraal et le 5 octobre suivant, il succède au démissionnaire Tom Middendorp en tant que commandant des Forces armées néerlandaises.